# Persone di nome Georges
| Questa pagina contiene informazioni ricavate automaticamente dalle voci biografiche con l'ausilio del template Bio e di un bot. L'aggiornamento è periodico e automatico e ricostruisce completamente la pagina. Se manca una persona in questa lista, sei pregato di non aggiungerla, ma accertati piuttosto che la sua voce biografica contenga il template Bio e che i dati anagrafici siano correttamente compilati. Se il template Bio manca, inseriscilo tu stesso o, in alternativa, metti l'avviso {{tmp\|Bio}} che ne segnala la mancanza. Se i dati riportati sono sbagliati, correggi direttamente la voce biografica; le modifiche saranno visibili in questa lista entro pochi giorni. Per chiarimenti vedi il progetto antroponimi. La lista contiene solo le 390 persone che sono citate nell'enciclopedia e per le quali è stato implementato correttamente il template Bio. Pagina aggiornata al 6 ago 2025. |

Questa è una lista di persone presenti nell'enciclopedia che hanno il nome Georges, suddivise per attività principale.

## Agronomi(1)
- Georges Ville, agronomo e fisiologo francese (Pont-Saint-Esprit, n. 1824 - Parigi, † 1897)

## Allenatori di calcio(4)
- Georges Bregy, allenatore di calcio e ex calciatore svizzero (Raron, n. 1958)
- Georges Eo, allenatore di calcio e ex calciatore francese (Lorient, n. 1948)
- Georges Peyroche, allenatore di calcio e ex calciatore francese (Roche-la-Molière, n. 1937)
- Georges Zvunka, allenatore di calcio e calciatore francese (Le Ban-Saint-Martin, n. 1937 - Metz, † 2022)

## Allenatori di tennis(1)
- Georges Goven, allenatore di tennis e ex tennista francese (Lione, n. 1948)

## Alpinisti(1)
- Georges Livanos, alpinista francese (Marsiglia, n. 1923 - Marsiglia, † 2004)

## Ammiragli(2)
- Georges Robert, ammiraglio francese (Courseulles-sur-Mer, n. 1875 - Parigi, † 1965)
- Georges Thierry d'Argenlieu, ammiraglio, diplomatico e religioso francese (Brest, n. 1889 - Le Relecq-Kerhuon, † 1964)

## Antropologi(3)
- Georges Balandier, antropologo e sociologo francese (Aillevillers-et-Lyaumont, n. 1920 - Parigi, † 2016)
- Georges Devereux, antropologo e psicoanalista ungherese (Lugoj, n. 1908 - Parigi, † 1985)
- Georges Vacher de Lapouge, antropologo francese (Neuville-de-Poitou, n. 1854 - Poitiers, † 1936)

## Arabisti(1)
- Georges Vajda, arabista, ebraista e islamista francese (Budapest, n. 1908 - † 1981)

## Arbitri di calcio(2)
- Georges Buckley, arbitro di calcio peruviano (n. 1974)
- Georges Capdeville, arbitro di calcio francese (Bordeaux, n. 1899 - Lesparre-Médoc, † 1991)

## Archeologi(3)
- George Dossin, archeologo, assiriologo e storico dell'arte belga (Wandre, n. 1896 - Liegi, † 1993)
- Georges Perrot, archeologo e grecista francese (Villeneuve-Saint-Georges, n. 1832 - † 1914)
- Georges Vallet, archeologo e storico francese (Pierreclos, n. 1922 - Saint-Symphorien-d'Ancelles, † 1994)

## Architetti(2)
- Georges Arnold, architetto e attivista francese (Lilla, n. 1837 - Sceaux, † 1912)
- Georges Candilis, architetto, ingegnere e urbanista francese (Baku, n. 1913 - Parigi, † 1995)

## Arcivescovi cattolici(2)
- Georges Darboy, arcivescovo cattolico francese (Fayl-Billot, n. 1813 - Parigi, † 1871)
- Georges Pontier, arcivescovo cattolico francese (Lavaur, n. 1943)

## Artisti marziali misti(1)
- Georges St-Pierre, ex artista marziale misto canadese (Saint-Isidore, n. 1981)

## Astronomi(2)
- Georges Rayet, astronomo francese (Bordeaux, n. 1839 - † 1906)
- Georges Roland, astronomo e tennistavolista belga (Saint-Remy-lez-Chimay, n. 1922 - † 1991)

## Attivisti(1)
- Georges Ibrahim Abdallah, attivista libanese (Kobayat, n. 1951)

## Attori(10)
- Georges Chamarat, attore francese (Parigi, n. 1901 - Limeil-Brévannes, † 1982)
- Georges Corraface, attore francese (Parigi, n. 1952)
- Georges Descrières, attore francese (Bordeaux, n. 1930 - Le Cannet, † 2013)
- Georges Flamant, attore francese (Tunisi, n. 1903 - Villiers-le-Bel, † 1990)
- Georges Géret, attore francese (Lione, n. 1924 - Parigi, † 1996)
- Georges Marchal, attore francese (Nancy, n. 1920 - Maurens, † 1997)
- Georges Pitoëff, attore e regista teatrale francese (Tbilisi, n. 1884 - Ginevra, † 1939)
- Georges Poujouly, attore e doppiatore francese (Garches, n. 1940 - Villejuif, † 2000)
- Georges Renavent, attore francese (Parigi, n. 1894 - Guadalajara, † 1969)
- Georges Wilson, attore e regista francese (Champigny-sur-Marne, n. 1921 - Rambouillet, † 2010)

## Aviatori(4)
- Georges Aubé, aviatore e generale francese (Nonant-le-Pin, n. 1884 - † 1971)
- Jorge Chávez Dartnell, aviatore peruviano (Parigi, n. 1887 - Domodossola, † 1910)
- Georges Détré, aviatore francese (Parigi, n. 1902 - Parigi, † 1987)
- Georges Guynemer, aviatore francese (Parigi, n. 1894 - Poelkapelle, † 1917)

## Avvocati(2)
- Georges Couthon, avvocato, politico e rivoluzionario francese (Orcet, n. 1755 - Parigi, † 1794)
- Georges Kiejman, avvocato, politico e attore francese (Parigi, n. 1932 - Parigi, † 2023)

## Biologi(1)
- Georges Cuvier, biologo e naturalista francese (Montbéliard, n. 1769 - Parigi, † 1832)

## Botanici(3)
- Georges Louis Marie Dumont de Courset, botanico e agronomo francese (Boulogne-sur-Mer, n. 1746 - † 1824)
- George Samuel Perrottet, botanico svizzero (n. 1790 - Puducherry, † 1870)
- Georges Rouy, botanico francese (Parigi, n. 1851 - Asnières-sur-Seine, † 1924)

## Canoisti(3)
- Georges Dransart, canoista francese (Parigi, n. 1924 - Créteil, † 2005)
- Georges Gandil, canoista francese (Bruniquel, n. 1926 - Bruniquel, † 1999)
- Georges Turlier, ex canoista francese (Saint-Hilaire-Fontaine, n. 1931)

## Canottieri(3)
- Georges Lumpp, canottiere francese (La Guiche, n. 1874 - Collonges-au-Mont-d'Or, † 1934)
- Georges Mys, canottiere belga (Gent, n. 1880 - Gent, † 1952)
- Georges Piot, canottiere francese (Parigi, n. 1896 - Creteil, † 1980)

## Cantanti(2)
- Georges Guétary, cantante e attore greco (Alessandria d'Egitto, n. 1915 - Mougins, † 1997)
- Joe Harris, cantante belga (Bruges, n. 1943 - Bruges, † 2003)

## Cantautori(1)
- Georges Brassens, cantautore, poeta e attore francese (Sète, n. 1921 - Saint-Gély-du-Fesc, † 1981)

## Cardinali(3)
- Georges I d'Amboise, cardinale, arcivescovo cattolico e politico francese (Chaumont-sur-Loire, n. 1460 - Lione, † 1510)
- Georges Cottier, cardinale, arcivescovo cattolico e teologo svizzero (Carouge, n. 1922 - Roma, † 2016)
- Georges II d'Amboise, cardinale e arcivescovo cattolico francese (Francia, n. 1488 - Chateau de Vigny, † 1550)

## Cavalieri(1)
- Georges van der Poele, cavaliere belga (Gand, n. 1868 - Etterbeek, † 1944)

## Cestisti(11)
- Georges Adams, ex cestista e allenatore di pallacanestro francese (Papeete, n. 1967)
- Georges Baert, cestista belga (Ledeberg, n. 1926 - Gand, † 2017)
- Georges Carrier, cestista francese (Parigi, n. 1910 - Saint-Thibault-des-Vignes, † 1993)
- Georges Chibani, ex cestista libanese (Barelias, n. 1974)
- Georges Fontaine, cestista francese (Loos, n. 1913 - Lilla, † 1990)
- Georges Laederach, cestista svizzero (n. 1906)
- Georges Lath, ex cestista ivoriano (Abidjan, n. 1970)
- Georges Moret, cestista svizzero (n. 1912 - Ginevra, † 2009)
- Georges Niang, cestista statunitense (Lawrence, n. 1993)
- Georges Stockly, cestista svizzero (n. 1916 - Ginevra, † 1984)
- Georges Vestris, ex cestista francese (Fort-de-France, n. 1959)

## Chimici(1)
- Georges Urbain, chimico francese (Parigi, n. 1872 - Parigi, † 1938)

## Ciclisti su strada(18)
- Georges Aeschlimann, ciclista su strada svizzero (Péry, n. 1920 - La Neuveville, † 2010)
- Georges Chappe, ex ciclista su strada francese (Marsiglia, n. 1944)
- Georges Christiaens, ciclista su strada belga (Kooigem, n. 1930 - Oudenaarde, † 1986)
- Georges Claes, ciclista su strada e ciclocrossista belga (Boutersem, n. 1920 - Lovanio, † 1994)
- Georges Detreille, ciclista su strada francese (Bourg-en-Bresse, n. 1893 - Nizza, † 1957)
- Georges Fleury, ciclista su strada francese (Orléans, n. 1878 - Créteil, † 1968)
- Georges Groussard, ex ciclista su strada francese (La Chapelle-Janson, n. 1937)
- Georges Laloup, ciclista su strada belga (Hamay, n. 1903 - Huy, † 1979)
- Georges Lorgeou, ciclista su strada francese (Parigi, n. 1883 - Le Mans, † 1957)
- Georges Martin, ciclista su strada francese (Chamelet, n. 1915 - Beaujeu, † 2010)
- Georges Passerieu, ciclista su strada e pistard francese (Londra, n. 1885 - Épinay-sur-Orge, † 1928)
- Georges Paulmier, ciclista su strada francese (Frépillon, n. 1882 - Châteaudun, † 1965)
- Georges Pintens, ex ciclista su strada belga (Anversa, n. 1946)
- Georges Ronsse, ciclista su strada, ciclocrossista e pistard belga (Anversa, n. 1906 - Berchem, † 1969)
- Georges Speicher, ciclista su strada francese (Parigi, n. 1907 - Maisons-Laffitte, † 1978)
- Georges Van Coningsloo, ciclista su strada belga (Wavre, n. 1940 - Wavre, † 2002)
- Georges Vandenberghe, ciclista su strada belga (Oostrozebeke, n. 1941 - Bruges, † 1983)
- Georges Wambst, ciclista su strada e pistard francese (Colombes, n. 1902 - Parigi, † 1988)

## Compositori(9)
- Georges Aperghis, compositore greco (Atene, n. 1945)
- Georges Auric, compositore francese (Lodève, n. 1899 - Parigi, † 1983)
- Georges Bizet, compositore e pianista francese (Parigi, n. 1838 - Bougival, † 1875)
- Georges Delerue, compositore francese (Roubaix, n. 1925 - Los Angeles, † 1992)
- Georges Garvarentz, compositore francese (Atene, n. 1932 - Aubagne, † 1993)
- Georges Lentz, compositore lussemburghese (Lussemburgo, n. 1965)
- Georges Mathias, compositore, pianista e insegnante francese (Parigi, n. 1826 - Parigi, † 1910)
- Georges Migot, compositore, poeta e pittore francese (Parigi, n. 1891 - Levallois-Perret, † 1976)
- Georges Van Parys, compositore francese (Parigi, n. 1902 - Parigi, † 1971)

## Conduttori radiofonici(1)
- Georges Ruggiu, conduttore radiofonico belga (Verviers, n. 1957)

## Critici letterari(1)
- Georges Poulet, critico letterario belga (Chênée, n. 1902 - Bruxelles, † 1991)

## Cuochi(1)
- Auguste Escoffier, cuoco francese (Villeneuve-Loubet, n. 1846 - Monte Carlo, † 1935)

## Danzatori(1)
- Georges Momboye, ballerino e coreografo ivoriano (Kouibly, n. 1968)

## Direttori d'orchestra(2)
- Georges Prêtre, direttore d'orchestra francese (Waziers, n. 1924 - Castres, † 2017)
- Georges Sébastian, direttore d'orchestra ungherese (Budapest, n. 1903 - La Hauteville, † 1989)

## Direttori della fotografia(1)
- Georges Benoît, direttore della fotografia, attore e regista francese (Parigi, n. 1883 - † 1942)

## Dirigenti d'azienda(1)
- Georges Besse, dirigente d'azienda e imprenditore francese (Clermont-Ferrand, n. 1927 - Parigi, † 1986)

## Disegnatori(2)
- Gébé, disegnatore e fumettista francese (Villeneuve-Saint-Georges, n. 1929 - Champcueil, † 2004)
- Pilotell, disegnatore francese (Poitiers, n. 1845 - Londra, † 1918)

## Drammaturghi(1)
- Georges Ancey, drammaturgo e scrittore francese (Parigi, n. 1860 - † 1917)

## Ebanisti(1)
- Georges Jacob, ebanista francese (Cheny, n. 1739 - Parigi, † 1814)

## Economisti(1)
- Georges Corm, economista, storico e politico libanese (Alessandria d'Egitto, n. 1940 - Beirut, † 2024)

## Editori(2)
- Georges Charpentier, editore e collezionista d'arte francese (n. 1846 - † 1905)
- Georges Dargaud, editore francese (Parigi, n. 1911 - Parigi, † 1990)

## Ematologi(1)
- Georges Hayem, ematologo e medico francese (Parigi, n. 1841 - Parigi, † 1933)

## Filosofi(6)
- Georges Canguilhem, filosofo francese (Castelnaudary, n. 1904 - Le Port-Marly, † 1995)
- Georges Ivanovič Gurdjieff, filosofo, scrittore e mistico armeno (Aleksandropol, n. 1872 - Neuilly-sur-Seine, † 1949)
- Georges Lapassade, filosofo, sociologo e antropologo francese (Arbus, n. 1924 - Stains, † 2008)
- Georges Politzer, filosofo francese (Nagyvárad, n. 1903 - Suresnes, † 1942)
- Georges Sorel, filosofo, sociologo e ingegnere francese (Cherbourg, n. 1847 - Boulogne-sur-Seine, † 1922)
- Georges de Tollemonde, filosofo belga (Liegi)

## Fisici(5)
- Georges Bruhat, fisico francese (Besançon, n. 1887 - Campo di concentramento di Sachsenhausen, † 1945)
- Georges Charpak, fisico polacco (Dabrowica, n. 1924 - Parigi, † 2010)
- Georges Claude, fisico e imprenditore francese (Parigi, n. 1870 - † 1960)
- Georges Lemaître, fisico e astronomo belga (Charleroi, n. 1894 - Lovanio, † 1966)
- Georges Sagnac, fisico francese (n. 1869 - † 1928)

## Flautisti(1)
- Georges Barrère, flautista francese (Bordeaux, n. 1876 - New York, † 1944)

## Fotografi(2)
- Georges Demenÿ, fotografo, inventore e ginnasta francese (Douai, n. 1850 - Parigi, † 1917)
- Georges Merillon, fotografo francese (n. 1957)

## Fumettisti(4)
- Georges Pichard, fumettista francese (Parigi, n. 1920 - Parigi, † 2003)
- Georges Ramaïoli, fumettista francese (Nizza, n. 1945)
- Georges Rieu, fumettista e giornalista francese (Antony, n. 1934 - Richebourg, † 2021)
- Georges Wolinski, fumettista francese (Tunisi, n. 1934 - Parigi, † 2015)

## Galleristi(1)
- Georges Petit, gallerista francese (Parigi, n. 1856 - † 1920)

## Generali(16)
- Georges Barré, generale francese (Saint-Aignan, n. 1886 - Parigi, † 1970)
- Georges Bergé, generale francese (Belmont, n. 1909 - Mimizan, † 1997)
- Georges Maurice Jean Blanchard, generale francese (Orléans, n. 1877 - Neuilly-sur-Seine, † 1954)
- Georges Eugène Blanchard, generale francese (Basilea, n. 1805 - Grand-Couronne, † 1876)
- Georges Boulanger, generale e politico francese (Rennes, n. 1837 - Ixelles, † 1891)
- Georges Cadoudal, generale francese (Kerléano-en-Brech, n. 1771 - Parigi, † 1804)
- Georges Catroux, generale e diplomatico francese (Limoges, n. 1877 - Parigi, † 1969)
- Georges Joseph Dufour, generale francese (Saint-Seine, n. 1758 - Bordeaux, † 1820)
- Georges Goychman, generale e aviatore francese (Parigi, n. 1914 - Leirvik, † 1981)
- Georges Louis Humbert, generale francese (Gazeran, n. 1862 - Strasburgo, † 1921)
- Georges Klein de Kleinenberg, generale francese (Fortschwihr, n. 1781 - Saint-Germain-en-Laye, † 1856)
- Georges Alexis Mocquery, generale, politico e nobile francese (Auxon, n. 1772 - Saint-Avertin, † 1847)
- Georges Mouton, generale francese (Phalsbourg, n. 1770 - Parigi, † 1838)
- Georges Pelletier-Doisy, generale e aviatore francese (Auch, n. 1892 - Marrakech, † 1953)
- Georges Félix de Wimpffen, generale francese (Zweibrücken, n. 1744 - Bayeux, † 1814)
- Georges de Pimodan, generale francese (Échenay, n. 1822 - Castelfidardo, † 1860)

## Ginnasti(7)
- Georges Berger, ginnasta francese (n. 1897 - † 1952)
- Georges Dejaeghère, ginnasta francese (Roubaix, n. 1879)
- Lucien Démanet, ginnasta francese (Limont-Fontaine, n. 1874 - Denain, † 1943)
- Georges Dubois, ginnasta francese
- Georges Lagouge, ginnasta francese (Neuf-Mesnil, n. 1893 - Vieux-Mesnil, † 1970)
- Georges Miez, ginnasta svizzero (Töss, n. 1904 - Savosa, † 1999)
- Georges Thurnherr, ginnasta francese (Eglingen, n. 1886 - Belfort, † 1956)

## Giocatori di croquet(1)
- Georges Johin, giocatore di croquet francese (Parigi, n. 1877 - Tessancourt-sur-Aubette, † 1955)

## Giocatori di curling(1)
- Georges André, giocatore di curling e bobbista francese (Parigi, n. 1876 - Versailles, † 1945)

## Giornalisti(3)
- Georges Hourdin, giornalista e saggista francese (Nantes, n. 1899 - Clamart, † 1999)
- Georges Mandel, giornalista e politico francese (Chatou, n. 1885 - Foresta di Fontainebleau, † 1944)
- Georges Ory, giornalista e saggista francese (Parigi, n. 1897 - Fréjus, † 1983)

## Giuristi(1)
- Georges Vedel, giurista francese (Auch, n. 1910 - Parigi, † 2002)

## Illustratori(3)
- Georges Gaudy, illustratore, incisore e pittore belga (n. 1872 - † 1941)
- Sem, illustratore e scrittore francese (Périgueux, n. 1863 - Parigi, † 1934)
- Georges Lepape, illustratore francese (Parigi, n. 1887 - Bonneval, † 1971)

## Imprenditori(3)
- Georges Marquet, imprenditore e politico belga (Jemeppe-sur-Meuse, n. 1866 - Nizza, † 1947)
- Georges Nagelmackers, imprenditore belga (Liegi, n. 1845 - Château de Villepreux, † 1905)
- Georges Schwob d'Héricourt, imprenditore francese (Lure, n. 1864 - Aix-en-Provence, † 1942)

## Incisori(1)
- Georges Focus, incisore, pittore e disegnatore francese (Châteaudun - Parigi, † 1708)

## Ingegneri(4)
- Georges Augustin Albert Charpy, ingegnere e scienziato francese (Oullins, n. 1865 - Parigi, † 1945)
- Georges Lakhovsky, ingegnere, inventore e pseudoscienziato russo (Ilya, n. 1869 - New York, † 1942)
- Georges Leclanché, ingegnere francese (Parmain, n. 1839 - Parigi, † 1882)
- Georges Martin, ingegnere francese (La Ferté-Alais, n. 1930 - Les Sables-d'Olonne, † 2017)

## Insegnanti(2)
- Georges Hébert, insegnante francese (Parigi, n. 1875 - Tourgéville, † 1957)
- Georges Izambard, insegnante francese (Parigi, n. 1848 - † 1931)

## Inventori(1)
- Georges Beuchat, inventore e imprenditore francese (Marsiglia, n. 1910 - Cassis, † 1991)

## Letterati(1)
- Georges Ohnet, letterato e scrittore francese (Parigi, n. 1848 - Parigi, † 1918)

## Linguisti(1)
- Georges Mounin, linguista e insegnante francese (Vieux-Rouen-sur-Bresle, n. 1910 - Béziers, † 1993)

## Magistrati(1)
- Georges Picot, magistrato e storico francese (Parigi, n. 1838 - Allevard, † 1909)

## Maratoneti(1)
- Georges Touquet-Daunis, maratoneta francese (Parigi, n. 1879 - Berry-au-Bac, † 1917)

## Matematici(2)
- Georges Henri Halphen, matematico francese (Rouen, n. 1844 - Versailles, † 1889)
- Georges De Rham, matematico e alpinista svizzero (Roche, n. 1903 - Losanna, † 1990)

## Medici(3)
- Georges Chicotot, medico, artista e militare francese (Parigi, n. 1855 - Gurcy-le-Châtel, † 1937)
- Georges Martin, medico e politico francese (Parigi, n. 1844 - Parigi, † 1916)
- Georges Gilles de la Tourette, medico francese (Saint-Gervais-les-Trois-Clochers, n. 1857 - Losanna, † 1904)

## Mezzofondisti(1)
- Georges de la Nézière, mezzofondista francese (Parigi, n. 1878 - Monchy-au-Bois, † 1914)

## Micologi(1)
- Georges Becker, micologo francese (Belfort, n. 1905 - Montbéliard, † 1994)

## Militari(4)
- Georges Barbot, militare e aviatore francese (Langon, n. 1894 - Nizza, † 1988)
- Georges Clerc-Rampal, militare, scrittore e storico francese (Parigi, n. 1870 - † 1958)
- Georges Cloué, militare e politico francese (Parigi, n. 1817 - Parigi, † 1889)
- Georges Madon, militare e aviatore francese (Biserta, n. 1892 - Tunisi, † 1924)

## Mineralogisti(1)
- Georges Friedel, mineralogista francese (Mulhouse, n. 1865 - Strasburgo, † 1933)

## Neurologi(2)
- Georges Guillain, neurologo francese (Rouen, n. 1876 - Parigi, † 1961)
- Georges Parcheminey, neurologo e psicoanalista francese (Ronchamp, n. 1888 - Parigi, † 1953)

## Nuotatori(3)
- Georges Leuillieux, nuotatore e pallanuotista francese (Lilla, n. 1879 - Eu, † 1950)
- Georges Rigal, nuotatore e pallanuotista francese (Parigi, n. 1890 - Saint-Maur-des-Fossés, † 1974)
- Georges Vallerey Jr., nuotatore francese (Amiens, n. 1927 - Casablanca, † 1954)

## Orientalisti(2)
- Georges Chehata Anawati, orientalista, filosofo e storico delle religioni egiziano (Alessandria d'Egitto, n. 1905 - Il Cairo, † 1994)
- Georges Marçais, orientalista francese (Rennes, n. 1876 - Parigi, † 1962)

## Pallanuotisti(7)
- Georges Bauer, pallanuotista lussemburghese (Differdange, n. 1904 - Sanem, † 1987)
- Victor De Behr, pallanuotista belga (Saint-Josse-ten-Noode, n. 1865)
- Georges Delporte, pallanuotista francese (Tourcoing, n. 1912 - Tourcoing, † 1994)
- Georges Fleurix, pallanuotista belga (Molenbeek-Saint-Jean, n. 1892)
- Georges Hauser, pallanuotista svizzero
- Georges Leenheere, pallanuotista belga (Bruxelles, n. 1919 - Bruxelles)
- Georges Romer, pallanuotista belga (Bruxelles, n. 1878)

## Parolieri(1)
- Géo Koger, paroliere francese (Parigi, n. 1894 - Cannes, † 1975)

## Partigiani(1)
- Georges Blind, partigiano francese (Belfort, n. 1904 - Blechhammer, † 1944)

## Pattinatori artistici su ghiaccio(1)
- Georges Gautschi, pattinatore artistico su ghiaccio svizzero (n. 1904 - † 1985)

## Pedagogisti(2)
- Georges Caussade, pedagogo e compositore francese (Port Louis, n. 1873 - Chanteloup-les-Vignes, † 1936)
- Georges Cuisenaire, pedagogo, insegnante e inventore belga (Quaregnon, n. 1891 - Thuin, † 1975)

## Pianisti(1)
- Georges Cziffra, pianista ungherese (Budapest, n. 1921 - Longpont-sur-Orge, † 1994)

## Piloti automobilistici(2)
- Georges Berger, pilota automobilistico belga (Bruxelles, n. 1918 - Nürburgring, † 1967)
- Georges Boillot, pilota automobilistico e aviatore francese (Valentigney, n. 1884 - Vadelaincourt, † 1916)

## Piloti di rally(1)
- Georges Groine, pilota di rally francese (Clermont-Ferrand, n. 1934 - Clermont-Ferrand, † 2022)

## Piloti motociclistici(1)
- Georges Jobé, pilota motociclistico belga (Fléron, n. 1961 - Bruxelles, † 2012)

## Pistard(1)
- Georges Maton, pistard francese (Lilla, n. 1913 - Le Perreux-sur-Marne, † 1998)

## Pittori(20)
- Georges A. L. Boisselier, pittore francese (Parigi, n. 1876 - Parigi, † 1943)
- Georges Braque, pittore e scultore francese (Argenteuil, n. 1882 - Parigi, † 1963)
- Georges Clairin, pittore francese (Parigi, n. 1843 - Belle-Île-en-Mer, † 1919)
- Georges Dufrénoy, pittore francese (Thiais, n. 1870 - Salles-Arbuissonnas-en-Beaujolais, † 1943)
- Georges de Feure, pittore e designer francese (Parigi, n. 1868 - Parigi, † 1943)
- Georges Gasté, pittore francese (Parigi, n. 1879 - Madurai, † 1910)
- Georges Gimel, pittore francese (Domène, n. 1898 - Megève, † 1962)
- Georges Victor-Hugo, pittore e velista francese (Bruxelles, n. 1868 - Parigi, † 1925)
- Georges de La Tour, pittore francese (Vic-sur-Seille, n. 1593 - Lunéville, † 1652)
- Georges Lacombe, pittore e scultore francese (Versailles, n. 1868 - Alençon, † 1916)
- Georges-Émile Lebacq, pittore belga (Jemappes, n. 1876 - Bruges, † 1950)
- Georges Lemmen, pittore e disegnatore belga (Schaerbeek, n. 1865 - Uccle, † 1916)
- Georges Mathieu, pittore francese (Boulogne-sur-Mer, n. 1921 - Boulogne-Billancourt, † 2012)
- Georges Redon, pittore e illustratore francese (Parigi, n. 1869 - Parigi, † 1943)
- Georges Rivière, pittore, critico d'arte e collezionista d'arte francese (Vaugirard, n. 1855 - Parigi, † 1943)
- Georges Rötig, pittore francese (Le Havre, n. 1873 - † 1961)
- Georges Rouault, pittore francese (Parigi, n. 1871 - Parigi, † 1958)
- Georges Sécan, pittore francese (Bucarest, n. 1913 - Milano, † 1987)
- Georges Valmier, pittore, incisore e scenografo francese (Angoulême, n. 1885 - Parigi, † 1937)
- Georges Moreau de Tours, pittore francese (Ivry-sur-Seine, n. 1848 - Bois-le-Roi, † 1901)

## Pittrici(1)
- Georges Achille-Fould, pittrice francese (Asnières-sur-Seine, n. 1865 - Uccle, † 1951)

## Poeti(4)
- Georges de Brébeuf, poeta francese (Manica, n. 1617 - Caen, † 1661)
- Georges Courteline, poeta, scrittore e drammaturgo francese (Tours, n. 1858 - Parigi, † 1929)
- Georges Neveux, poeta e commediografo francese (Poltava, n. 1900 - Le Chesnay, † 1982)
- Georges Rodenbach, poeta, giornalista e romanziere belga (Tournai, n. 1855 - Parigi, † 1898)

## Politici(15)
- Georges Albertini, politico francese (Chalon-sur-Saône, n. 1911 - Parigi, † 1983)
- Georges Allamand, politico francese (Sixt-Fer-à-Cheval, n. 1788 - † 1855)
- Georges Bach, politico lussemburghese (Lussemburgo, n. 1955)
- Georges Bidault, politico francese (Moulins, n. 1899 - Cambo-les-Bains, † 1983)
- Georges Clemenceau, politico francese (Mouilleron-en-Pareds, n. 1841 - Parigi, † 1929)
- Georges Jacques Danton, politico e rivoluzionario francese (Arcis-sur-Aube, n. 1759 - Parigi, † 1794)
- Georges Frêche, politico francese (Puylaurens, n. 1938 - Montpellier, † 2010)
- George Grube, politico e attivista canadese (n. 1899 - † 1982)
- Barone Haussmann, politico e urbanista francese (Parigi, n. 1809 - Parigi, † 1891)
- Georges Leygues, politico francese (Villeneuve-sur-Lot, n. 1857 - Saint-Cloud, † 1933)
- Georges Marchais, politico francese (La Hoguette, n. 1920 - Parigi, † 1997)
- Georges Marrane, politico francese (Louviers, n. 1888 - Fleury-Mérogis, † 1976)
- Georges Pompidou, politico francese (Montboudif, n. 1911 - Parigi, † 1974)
- Georges Spénale, politico francese (Carcassonne, n. 1913 - Parigi, † 1983)
- Georges Tron, politico francese (Neuilly-sur-Seine, n. 1957)

## Presbiteri(2)
- Georges Carrel, presbitero, scienziato e divulgatore scientifico italiano (Châtillon, n. 1800 - Aosta, † 1870)
- Georges de Nantes, presbitero e scrittore francese (Tolone, n. 1924 - Saint-Parres-lès-Vaudes, † 2010)

## Pugili(1)
- Georges Carpentier, pugile e attore francese (Liévin, n. 1894 - Parigi, † 1975)

## Registi(8)
- Georges Denola, regista e attore francese (Parigi, n. 1865 - Neuilly-sur-Seine, † 1944)
- Georges Franju, regista francese (Fougères, n. 1912 - Parigi, † 1987)
- Georges Hatot, regista e sceneggiatore francese (Parigi, n. 1876 - Parigi, † 1959)
- Georges Lacombe, regista e sceneggiatore francese (Parigi, n. 1902 - Cannes, † 1990)
- Georges Lampin, regista, sceneggiatore e attore francese (San Pietroburgo, n. 1901 - Pau, † 1979)
- Georges Lautner, regista, sceneggiatore e scrittore francese (Nizza, n. 1926 - Neuilly-sur-Seine, † 2013)
- Georges Monca, regista, sceneggiatore e attore francese (Sèvres, n. 1867 - Parigi, † 1939)
- Georges Rouquier, regista, attore e sceneggiatore francese (Lunel-Viel, n. 1909 - Parigi, † 1989)

## Registi teatrali(1)
- Georges Lavaudant, regista teatrale francese (Grenoble, n. 1947)

## Rugbisti a 15(1)
- Georges Coste, ex rugbista a 15 e allenatore di rugby a 15 francese (Corbère-les-Cabanes, n. 1943)

## Sceneggiatori(1)
- Georges Pallu, sceneggiatore e regista francese (Parigi, n. 1869 - Neuilly-sur-Seine, † 1948)

## Schermidori(9)
- Georges Buchard, schermidore francese (Harfleur, n. 1893 - Rouen, † 1987)
- Georges Dillon-Kavanagh, schermidore francese (Nîmes, n. 1873 - Laugnac, † 1944)
- Georges Jourdan, schermidore francese (Chémeré-le-Roi, n. 1872)
- Georges Le Roy, schermidore francese (Caen, n. 1870 - Lisieux, † 1952)
- Georges Lefèvre, schermidore francese (Auxonne, n. 1868)
- Casimir Semelaigne, schermidore francese (Neuilly-sur-Seine, n. 1853 - Trégastel, † 1924)
- Georges Tainturier, schermidore francese (La Côte-Saint-André, n. 1890 - Colonia, † 1944)
- Georges Trombert, schermidore francese (Ginevra, n. 1874 - Lione, † 1949)
- Georges de Bourguignon, schermidore belga (Sint-Lambrechts-Woluwe, n. 1910 - Kraainem, † 1989)

## Sciatori alpini(2)
- Georges Mauduit, ex sciatore alpino francese (Chambéry, n. 1940)
- Georges Schneider, sciatore alpino e allenatore di sci alpino svizzero (Les Ponts-de-Martel, n. 1925 - Wolfenschiessen, † 1963)

## Scrittori(18)
- Georges Arnaud, scrittore, giornalista e drammaturgo francese (Montpellier, n. 1917 - Barcellona, † 1987)
- Georges Bataille, scrittore, antropologo e filosofo francese (Billom, n. 1897 - Parigi, † 1962)
- Georges Batault, scrittore, storico e filosofo svizzero (Ginevra, n. 1887 - † 1963)
- Georges Bernanos, scrittore francese (Parigi, n. 1888 - Neuilly-sur-Seine, † 1948)
- Georges Bordonove, scrittore e biografo francese (Enghien-les-Bains, n. 1920 - Antony, † 2007)
- Georges Darien, scrittore francese (Parigi, n. 1862 - Parigi, † 1921)
- Georges Duhamel, scrittore e medico francese (Parigi, n. 1884 - Valmondois, † 1966)
- Georges Eekhoud, scrittore belga (Anversa, n. 1854 - Schaerbeek, † 1927)
- Georges Franzi, scrittore e presbitero monegasco (Principato di Monaco, n. 1914 - Principato di Monaco, † 1997)
- Georges Arthur Goldschmidt, scrittore e traduttore tedesco (Reinbek, n. 1928)
- Georges Las Vergnas, scrittore francese (Saint-Junien, n. 1911 - Parigi, † 1986)
- Georges Ohsawa, scrittore giapponese (Kyoto, n. 1893 - Tokyo, † 1966)
- Georges Perec, scrittore francese (Parigi, n. 1936 - Ivry-sur-Seine, † 1982)
- Georges de Porto-Riche, scrittore e drammaturgo francese (Bordeaux, n. 1849 - Parigi, † 1930)
- Georges Ribemont-Dessaignes, scrittore e pittore francese (Montpellier, n. 1884 - Saint-Jeannet, † 1974)
- Georges Schehadé, scrittore, poeta e drammaturgo libanese (Alessandria d'Egitto, n. 1905 - Parigi, † 1989)
- Georges de Scudéry, romanziere e drammaturgo francese (Le Havre, n. 1601 - Parigi, † 1667)
- Georges Simenon, scrittore belga (Liegi, n. 1903 - Losanna, † 1989)

## Scultori(4)
- Georges Adéagbo, scultore beninese (Cotonou, n. 1942)
- Georges Gardet, scultore francese (Parigi, n. 1863 - Parigi, † 1939)
- Georges Jacquot, scultore francese (Nancy, n. 1794 - Parigi, † 1874)
- George Minne, scultore, disegnatore e illustratore belga (Gand, n. 1866 - Sint-Martens-Latem, † 1941)

## Slittinisti(1)
- Georges Tresallet, ex slittinista francese (Albertville, n. 1937)

## Sociologi(3)
- Georges Friedmann, sociologo francese (Parigi, n. 1902 - Parigi, † 1977)
- Georges Gurvitch, sociologo russo (Novorossijsk, n. 1894 - Parigi, † 1965)
- Georges Palante, sociologo, filosofo e insegnante francese (Blangy-les-Arras, n. 1862 - Hillion, † 1925)

## Sollevatori(2)
- Georges Firmin, sollevatore francese (Montpellier, n. 1924 - Montpellier, † 2017)
- Georges Rooms, sollevatore belga (n. 1894)

## Statistici(1)
- Georges Matheron, statistico francese (Parigi, n. 1930 - Parigi, † 2000)

## Storici(6)
- Georges Bensoussan, storico francese (Martimprey-du-Kiss, n. 1952)
- Georges Duby, storico francese (Parigi, n. 1919 - Le Tholonet, † 1996)
- Georges Lefebvre, storico francese (Lilla, n. 1874 - Boulogne-Billancourt, † 1959)
- Georges Minois, storico francese (n. 1946)
- George Tessier, storico, archivista e diplomatista francese (Parigi, n. 1891 - Valenton, † 1967)
- Georges Wellers, storico e chimico francese (Kozlov, n. 1905 - Parigi, † 1991)

## Storici dell'arte(2)
- Georges Didi-Huberman, storico dell'arte e filosofo francese (Saint-Étienne, n. 1953)
- Georges Lafenestre, storico dell'arte, poeta e scrittore francese (Orléans, n. 1837 - Bourg-la-Reine, † 1919)

## Storici delle religioni(1)
- Georges Dumézil, storico delle religioni, linguista e filologo francese (Parigi, n. 1898 - Parigi, † 1986)

## Tenori(1)
- Georges Thill, tenore francese (Parigi, n. 1897 - Draguignan, † 1984)

## Tiratori a volo(1)
- Georges Roes, tiratore a volo francese (Tarbes, n. 1889 - Levallois-Perret, † 1945)

## Triplisti(1)
- Georges Sainte-Rose, ex triplista francese (Fort-de-France, n. 1969)

## Velisti(1)
- Georges Semichon, velista francese (Parigi, n. 1865)

## Velocisti(2)
- Géo André, velocista, rugbista a 15 e giornalista francese (Parigi, n. 1889 - Biserta, † 1943)
- Georges Clément, velocista francese

## Vescovi cattolici(2)
- Georges Colomb, vescovo cattolico e missionario francese (Saint-Anthème, n. 1953)
- Georges de Selve, vescovo cattolico francese (Francia, n. 1508 - Lavaur, † 1541)

## Violinisti(1)
- Georges Frey, violinista francese (Mulhouse, n. 1890 - Mulhouse, † 1975)

## Zoologi(1)
- Georges Louis Duvernoy, zoologo francese (n. 1777 - † 1855)

## Senza attività specificata(3)
- Georges Berthet, sciatore di pattuglia militare francese (Les Rousses, n. 1903 - Morez, † 1979)
- Georges Piletta, ex ballerino francese (Parigi, n. 1945)
- Georges Sadoul, storico del cinema e critico cinematografico francese (Nancy, n. 1904 - Parigi, † 1967)